# Валиевка (Белопольский район)
Валиевка (укр. Валіївка) — село,
Верхосульский сельский совет,
Белопольский район,
Сумская область,
Украина.
Код КОАТУУ — 5920681402. Население по переписи 2001 года составляет 110 человек .

## Географическое положение
Село Валиевка находится на левом берегу реки Сула,
выше по течению на расстоянии в 1,5 км расположено село Сульское,
ниже по течению примыкает село Лохня,
на противоположном берегу — село Верхосулка.
На расстоянии в 1 км расположено село Мукиевка.
Рядом проходит автомобильная дорога Н-07.